# Schleusenbrücke
Schleusenbrücke är en bro i stadsdelen Mitte i Berlin som korsar Spreekanalen och förbinder Werderscher Markt på den västra flodstranden med Schlossplatz på Spreeinsel.
Bron har sitt namn efter den sluss i Spreekanalen som tidigare fanns här.

## Historia
I samband med anläggandet av en flyttbar spärr i Spree vid Cölln uppfördes 1443 två träbroar, där den västra senare uppkallades efter slussen och den östra betecknades som Brücke an den Werderschen Mühlen. En ombyggnation av vattenkvarnarna och slussen under 1650-talet gjorde att en helt ny bro behövdes, och denna nya Schleusenbrücke uppfördes av Vibrand Gerlitzen, var 24 meter bred och lät fartyg passera de fem paren av slussportar. Redan 1694 ersattes den gamla träkonstruktionen av en massiv konstruktion.
På 1860-talet grundades en hästspårväg i Berlin, från 1900 elektrifierad, där linjen mellan Dorotheenstrasse och Alexanderplatz gick över bron. Rivningen av bebyggelsen vid Schlossfreiheit, samt anläggandet av Kaiser-Wilhelm-Nationaldenkmal på samma plats, krävde en ny bro på platsen. Berlinarkitekterna Fritz Kritzler och Max Tischer ritade en ny bro av valsat stål och plåt som uppfördes från 1914 till 1916. Pelarna till broräcket och brofästet kläddes in i grå granit. Bron var 7 meter lång och omkring 17 meter bred. Arkitekterna anlitade konstnärerna Robert Schirmer och Otto Markert ett jugendstilinfluerat broräcke som bestod av sex genombrutna gjutjärnsstaket och i ändarna två bronsreliefer vardera med vyer över staden från år 1657 respektive 1774. 
I samband med att slussen vid Mühlendamm utvidgades samtidigt som Spreekanalen byggdes ut och slussportarna här avlägsnades krävdes en ytterligare ombyggnation av bron, som nu blev både längre och bredare. De nya fälten som skapades på den längre bron dekorerades med två ytterligare medaljonger av bildhuggaren Kurt Schumacher, föreställande stadsvyer från 1650 och 1688. De fyra koppartavlorna på bron med årtalen 1657, 1694, 1863 och 1897 syftar på byggarbeten vid slussen och året för uppförandet av Vilhelm I:s ryttarstaty vid Kaiser-Wilhelm-Nationaldenkmal i närheten.
Schleusenbrücke skadades svårt i andra världskriget, framförallt beläggningen och broräckena förstördes i maj 1945. Först 1951 kom bron att repareras men medaljongerna var försvunna i 20 år. Broräcket i gjutjärn rekonstruerades 1972 till 1973 och i detta sammanhang lät stadsförvaltningen tillverka kopior av stadsvyerna i bronserat aluminium.
En större upprustning genomfördes från 1998 till 2000.